# سیتمبیسو نیونی
سیتمبیسو نیونی گیل گلدیس (زادهٔ ۲۰ سپتامبر ۱۹۴۹) یک سیاستمدار اهل زیمبابوه است. او در سال ۲۰۲۳ وزیر صنعت و بازرگانی زیمبابوه شد. او پیش از این وزیر توسعه شرکت‌های کوچک و متوسط و وزیر امور زنان و جوانان نیز بوده است.

## فعالیت‌های سیاسی

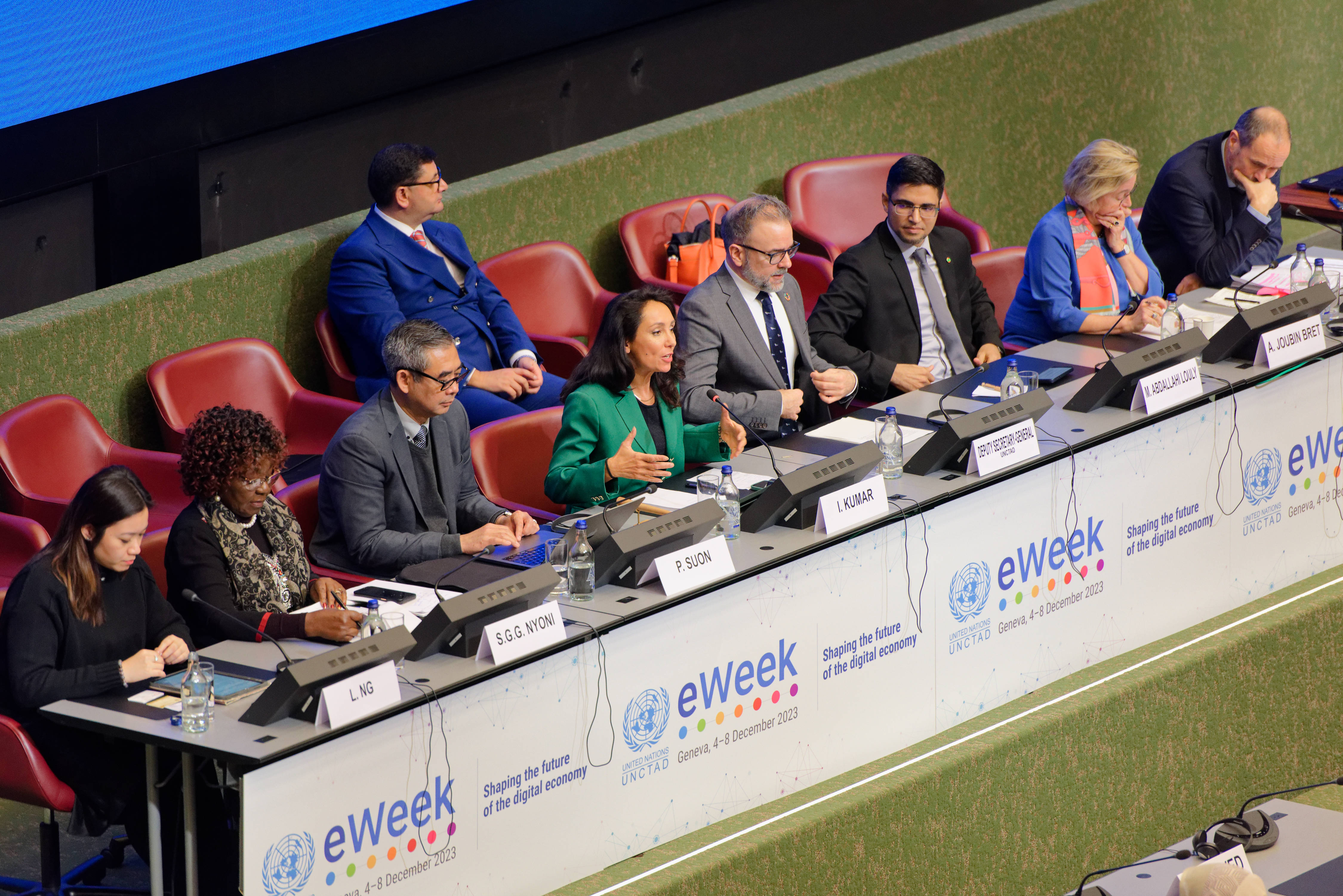
سیتمبیسو نیونی در اجلاس آنکتاد در ژنو در سال ۲۰۲۳

در انتخابات مجلس مارس ۲۰۰۸ در زیمبابوه، نیونی به عنوان کاندیدای حزب زانو-پی‌اف و به عنوان نماینده بخش شمالی به مجلس زیمبابوه راه یافت. او ۴۶۳۴ رأی را در مقابل ۴۲۳۴ رأی برای «تلنت مویو» از حزب جنبش برای تغییر دموکراتیک و ۱۰۷۵ رأی برای «ملیلو تمبینکوسی» از حزب تسوانگیرای، که رقبای او محسوب می‌شدند، به دست آورد.
خبرگزاری هرالد در ۳ ژانویه ۲۰۰۹ گزارش داد که نیونی در اوایل هفته به همراه ۱۱ وزیر دیگر از کابینه برکنار شده‌اند زیرا او دیگر هیچ کرسی‌ای در پارلمان ندارد.در ۱ دسامبر ۲۰۱۷، رئیس‌جمهور امرسون منانگاگوا کابینه جدیدی را انتخاب کرد و سیتمبیسو نیونی را به عنوان وزیر جدید امور زنان و جوانان انتخاب کرد.
او از سال ۲۰۰۳ تا ۲۰۱۴ در فهرست تحریم‌های ایالات متحده بود.
در اکتبر سال ۲۰۲۳، او به عنوان وزیر صنعت و بازرگانی به خارجی‌ها هشدار داد که برای فعالیت در مشاغل خرده فروشی در زیمبابوه به مجوز نیاز دارند.